# Hypomecis oblivia
Hypomecis oblivia är en fjärilsart som beskrevs av Louis Beethoven Prout 1925. Hypomecis oblivia ingår i släktet Hypomecis och familjen mätare. Inga underarter finns listade i Catalogue of Life.